# 奧林匹斯山脈
奧林匹斯山脈（英語：Olympus Range）是南極洲的山脈，位於維多利亞地，屬於橫貫南極山脈的一部分，長75公里、寬11公里，最高點海拔高度2,180米，該山脈以古代希臘神話諸神中的主要神祇命名。